# Директива «Ганнибал»
Директива «Ганнибал» (ивр. נוהל חניבעל‎) — директива в израильской армии, касающаяся правил немедленного действия в случае похищения солдата противником. Процедура была сформулирована в 1986 году, а в 2016 году начальник Генерального штаба Армии обороны Израиля Гади Айзенкот приказал заменить его новым оперативным приказом.

## Происхождение названия
Директива «Ганнибал» — название процедуры в израильской армии, которая устанавливает ряд правил в случае объявления о похищении солдата.
Процедура была создана для того, чтобы автоматически активировать ответные действия для предотвращения похищений без получения требующих длительное время разрешений от командования. Это включает в себя размещение контрольно-пропускных пунктов, перекрывающих инфраструктуру, таких как мосты и дороги, чтобы предотвратить бегство похитителей, и открытие массированного огня по похитителям. По словам генерал-майора Якова Амидрора, название «Ганнибал» было выбрано случайным образом с помощью армейского компьютера. Ганнибал был командующим армии Карфагена, который предпочёл совершить самоубийство, глотая яд, когда римляне потребовали его голову.

## Прошлое
На протяжении многих лет государство Израиль неоднократно отказывалось вести переговоры с террористическими организациями, чтобы освободить заключённых, из опасения, что это будет истолковано как сдача и вызовет дополнительные террористические акты. Эта политика привела к ряду заслуживающих внимания успехов, таких как операция «Энтеббе», но также привела к потерям человеческих жизней, таких, например, как резня в Маалоте. Во время ряда инцидентов, в которых были захвачены солдаты, и у которых не было военного решения, Израиль был вынужден вести переговоры с похитителями, что привело к освобождению сотен и даже тысяч террористов из израильских тюрем. Самые известные из них привели к «сделке Джибриля» в 1985 году.
Уже в 1982 году, в связи с захватом восьми солдат одного из соединений израильской армии в Ливане, в израильской армии было выпущено устное распоряжение делать всё для предотвращения захвата солдат. Однако мнения о значении этого порядка разделились. По данным командующего Северным округом в те годы, генерала Ури Ора, директива относится к таким действиям, как блокирование захватчиков и повреждение автомобилей похитителей с целью остановить их, но без намерений убить; однако большинство солдат свидетельствовали, что стрельба велась на поражение по сидящим в автомобиле.
После захвата Иосифа Финка и Рахамима Альшиха в 1986 году, по-видимому из-за страха перед необходимостью заключения другой сделки по обмену пленными, аналогичной сделке Джибриля, в израильской армии инициировали формулировку в письменном виде процедуры, существовавшей ранее только в устной форме. Процедура, написанная тремя офицерами из руководства Северным округом (генерал-майором Йоси Пеледом, начальником оперативного отдела штаба округа полковником Габи Ашкенази и начальником разведки Северного округа полковником Яковом Амидрором) стала частью общего протокола. Эта процедура была доведена до сведения солдат, которые должны были действовать соответствующим образом.

## Процедура предотвращения похищений
Исходная статья, добавленная в 1986 году, касалась правил открытия огня в случае похищения солдата, в соответствии с которым необходимо принимать все возможные меры для предотвращения похищения, включая стрельбу по похитителям с риском для жизни похищенных солдат:
A. Во время похищения основная задача — спасти наших солдат от похитителей, даже ценой ранения солдат.
B. В случае обнаружения похитителей с заложниками, и похитители не ответили на призывы остановиться, необходимо применять стрелковое оружие, чтобы заставить угонщиков лечь на землю для того, чтобы остановить их.
C. Если вы не остановили транспортное средство, или похитители стреляют в вас с лёгким вооружением, следует вести огонь одиночными выстрелами намеренно, чтобы нанести вред похитителям, даже если это навредит нашим солдатам (этот раздел сопровождался замечанием, в котором подчёркивалось: в любом случае все будет сделано, чтобы остановить транспортное средство и не позволить его побег).
На протяжении многих лет приказ несколько раз был изменён после критики разрешения на угрозу жизни похищенных солдат. Согласно одной из версий, процедура гласила, что «распоряжение командиров будет использоваться для стрельбы из танков». В ноябре 1999 года начальник штаба израильской армии обсудил этот приказ в ответ на запрос Дана Меридора и решил приложить все усилия, чтобы избежать нанесения ущерба похищенным. В 2002 году приказ был изменён снова и из него были убраны слова: «даже ценой травмы или ранения наших солдат». Было также определено, что можно стрелять только по колёсам используемого похитителями транспортного средства, не подвергая опасности жизнь похищенного солдата.
В январе 2003 года было опубликовано новое указание руководства израильской армии на эту тему после консультаций с военной прокуратурой, но его текст не был опубликован. В 2011 году начальник генерального штаба израильской армии Бени Ганц подчеркнул, что процедура не позволяет вести огонь по людям и не направлена на убийство похищенного солдата. Сформулировавший этический кодекс израильской армии профессор Аса Кашер утверждал, что существует несколько параллельных версий директивы, но у них всех присутствует общий принцип, как написано в тексте приказа, опубликованном в октябре 2010 года, что «следует действовать как можно больше, чтобы остановить похищения, в том числе применяя стрельбу, но не так, что может привести к смерти похищенных, потому что существует понимание ценности их жизни».
В докладе государственного контролёра за март 2018 года было установлено, что после внесения поправок в приказ, утверждённый генеральным прокурором в 2013 году, приказы командования Южным военным округом и приказы Отдела Газы не соответствовали друг другу, и приказы Генерального штаба и не имели однозначных формулировок относительно значения ценности жизни похищаемых, поскольку в израильской армии не подтвердили, что все приказы во всех подразделениях, полученные из Общего приказа «Ганнибал», включают в себя поправку о ценности жизни похищаемых, утвержденную Генеральным прокурором.

## Активация процедуры
В некоторых случаях похищений директива «Ганнибал» была выполнена, но она не всегда предотвращала похищение.
Во время похищения солдат на горе Дов 7 октября 2000 года ливанская организация «Хизбалла» напала на невооруженный патруль израильской армии, патрулирующий пограничный забор в районе Хар-Дова, похитив трех израильских солдат и пытаясь отвести ответный удар от похитителей, который израильская армия наносила стрельбой из танков и из минометов. Боевые вертолеты израильской армии достигли района похищения только через 45 минут. ВВС Израиля наносили удары по соседним позициям Хизбаллы.
Похищение солдат израильской армии на ливанской границе привело к началу Второй Ливанской войны. Утром 12 июля 2006 года «Хизбалла» захватила двух солдат израильской армии. Процедура Ганнибал была объявлена более чем через полчаса после похищения. Танки и бронемашины израильской армия отправила в Ливан примерно через час, чтобы найти их. Танк наехал на мощную противотанковую мину весом в сотни килограммов взрывчатых веществ, а четыре члена экипажа танка были убиты.
После похищения Гилада Шалита на границе с Сектором Газа 25 июня 2006 года процедура Ганнибала была осуществлена всего через час после похищения, на этапе, на котором директива «Ганнибал» была уже бесполезна. Высокая цена, заплаченная Израилем за освобождение Шалита, привела к тому, что ЦАХАЛ ужесточил применение этой процедуры.
Во время операции «Литой свинец» был обстрелян жилой дом с мирными жителями для того, чтобы предотвратить похищение солдата.
7 декабря 2009 года Якир Бен Мелех, 34-летний житель центра, был застрелен охранниками, когда он попытался пересечь забор в сектор Газа на перекрестке Эрез. Его родственники утверждали, что он был психически больным и подтвердил, что он хочет освободить Гилада Шалита. В интервью Цви Фогеля выяснилось, что была применена директива «Ганнибал», и что критика гражданского лица частной охранной компанией была также подвергнута критике.
Во время операции «Нерушимая скала», 1 августа 2014 года, директива «Ганнибал» была применена после похищения лейтенанта Хадара Голдина в Рафахе. В рамках этой процедуры израильская армия нанесла большой огневой удар в этом районе, чтобы предотвратить исчезновение похитителей, и палестинцы сообщили о десятках погибших и сотни раненых в обстрела. Через год после операции профессор Аса Кашер показал, что во время операции в результате применения директивы «Ганнибал» был убит солдат израильской армии.
В ночь на 29 февраля 2016 года два израильских военнослужащих случайно въехали в лагерь палестинских беженцев Каландия на джипе. Через 20 минут активировалась директива «Ганнибал». В лагерь вошли крупные военные силы, и два палестинца были убиты в результате обстрела лагеря беженцев. В конце концов солдаты были спасены.

## Сопротивление и поддержка
Израильская военная цензура скрывала директиву «Ганнибал» до тех пор, пока в 2003 году она не разрешила публикование информации о её существовании. Перед публикацией было проведено обсуждение относительно правильности процедуры, и были произведены многочисленные изменения. Содержание директивы «Ганнибал» остается точно сформулированным. В течение многих лет сообщалось, что на практике командиры инстуруктировали солдат в духе предположения о том, что «хороший солдат должен погибнуть, но не быть похищенным», в том числе покончить свою жизнь самоубийством для того, чтобы предотвратить похищение. Эти положения были ужесточены главным образом после массовых освобождений палестинских заключённых. Так, например, командир Оревской компании во время войны Судного Дня заявил: «Когда происходит такое событие, вы предпочитаете видеть солдата мертвым, а не солдата в плену у ХАМАСа, как в случае Гилада Шалита. Опасайтесь врага даже ценой причинения вреда вашему другу».
Поскольку похищение солдат стало одним из стратегических направлений действий террористических организаций, солдаты израильской армии с пониманием восприняли тактические соображения о предотвращении похищений врагами. С другой стороны, существуют те, кто рассматривает это как противоречие с принципом этического кодекса израильской армии, который требует не оставлять раненого солдата на месте. Некоторые считают порядок применений директивы «Ганнибал» явно незаконным. Другие поддержали отмену процедуры по практическим соображениям, так как, по их мнению, применение директивы «Ганнибал» способствовало предотвращению похищений в тех случаях, когда применение этой директивы было активировано.
Раввин Элазар Гольдштейн, автор книги «Еврейская военная этика», отверг директиву «Ганнибал» по галахическим соображениям, ссылаясь на деятельность, направленную на нанесение вреда похищенному солдату, но разрешил действия, направленные на освобождение похищенного солдата или нанесение вреда похитителям, даже если это угрожает жизни похищенного солдата. Рабби Шломо Авинер выразил поддержку директиве «Ганнибал».
С юридической точки зрения Ассоциация гражданских прав в Израиле (ACRI) утверждала, что использование процедуры в густонаселенных районах противоречит международному праву. В ответ Генеральный прокурор Израиля ответил, что «Директива „Ганнибал“ отражает надлежащий баланс между различными соображениями, относящимися к этому вопросу». Кроме того, профессор Аса Кашер полагал, что эта директива не преследует цель нанести травмы и ранения похищаемым, и что в этом вопросе применение военной силы должно осуществляться пропорционально, как в любом другом порядке.

## Отмена директивы
В 2016 году в израильской армии по приказу начальника штаба Гади Айзенкота начали формулировать новый оперативный порядок в отношении использования огневой мощи во время похищения для отмены директивы «Ганнибал». В том же году проверка офиса государственного контролера подтвердила наличие множества пробелов в понимании порядка применения директивы «Ганнибал» между различными подразделениями израильской армии. Было также рекомендовано предоставить армейскому руководству полномочия на проведение интенсивного огня во время предотвращения похищений на более высоком уровне и учитывать при исполнении этой директивы принципы международного права, такие как принцип различия между гражданскими лицами и комбатантами и принцип пропорциональности применения силы.